# Parahaustorius intermedius
Parahaustorius intermedius är en kräftdjursart. Parahaustorius intermedius ingår i släktet Parahaustorius och familjen Haustoriidae. Inga underarter finns listade i Catalogue of Life.